# Berlevåg havnemuseum
Berlevåg havnemuseum är ett norskt lokalhistoriskt museum i Berlevåg i Berlevågs kommun i Finnmark fylke i norra Norge.  Det ingår i det 2006 organiserade Museene for kystkultur og gjenreisning i Finnmark.
Berlevåg havnemuseum ligger i två av Statens Havnevesen tidigare använda lagerhus i Varnes, i östra delen av Berlevågs inre hamn, och visar den nästan hundraåriga historien om utbyggnaden av Berlevågs hamn.

## Hytte i Løkvika
En rekonstruerad hytta av gammal skeppsvirke och vrakvirke visas i Løkvika, där två familjer ursprungligen bodde under andra världskriget, då Løkvika blev en viktig stödjepunkt för motståndsrörelsen. Partisaner spionerade där på tyska flottrörelser och sände rapporter till Murmansk.